# Bobergs och Gullbergs häraders domsaga
Bobergs och Gullbergs häraders domsaga var en domsaga i Östergötlands län, mellan 1762 och 1792. före och efter den tiden ingick området i Bobergs, Gullbergs, Bråbo och Finspånga läns häraders domsaga.
Domsagan omfattade Bobergs härad och Gullbergs härad och lydde under Göta hovrätt.

## Tingslag
- Bobergs tingslag
- Gullbergs tingslag

## Häradshövdingar
- 1762-1778 Samuel Uggla
- 1778-1792 Elof Wetterman